# Natalis Chan
Natalis Chan, de son vrai nom Chan Pak-cheung (陳百祥, né le 3 décembre 1950), est un animateur de télévision, acteur, chanteur et producteur hongkongais.
Outre sa carrière d'animateur d'émissions de variétés, il est également commentateur de courses de chevaux et entraîneur de chevaux. Au total, ses chevaux ont remporté 54 courses, dont six fois la difficile triple-trifecta.
Dans la dernière décennie, il a investi dans Star East avec Eric Tsang.

## Filmographie
- My Kickass Wife (2019)
- Flirting Scholar from the Future (2019)
- Super Models (2015)
- From Vegas to Macau 2 (2015)
- 4 in Life (2013)
- I Love Hong Kong 2013 (2013)
- I Love Wing Chun (2011)
- Adventure of the King (2010)
- Flirting Scholar 2 (2010)
- 72 Tenants of Prosperity (2010)
- The Luckiest Man (2008)
- Beauty and the 7 Beasts (2007)
- Kung Fu Mahjong 3: The Final Duel (2007)
- Women on the Run (2005)
- Love Is a Many Stupid Thing (2004)
- Men Suddenly in Black (2003)
- The Conmen in Vegas (1999)
- Gigolo of Chinese Hollywood (1999)
- Tricky King (1998)
- L-O-V-E... Love (1997)
- Those Were the Days (1997)
- How to Meet the Lucky Stars (1996)
- Twinkle Twinkle Lucky Star (1996)
- Dream Lovers (1995)
- Burger Cop (1995)
- The Saint of Gamblers (1995)
- Modern Romance (1994)
- Perfect Exchange (1993)
- Flirting Scholar (1993)
- Last Hero in China (1993)
- Fight Back to School 3 (1993)
- Future Cops (1993)
- The Tigers: The Legend of Canton (1993)
- King of Beggars (1992)
- Ghost Punting (1992)
- Royal Tramp 2 (1992)
- Royal Tramp (1992)
- Fist of Fury 1991 2 (1992)
- The Banquet (1991)
- Fist of Fury 1991 (1991)
- The Last Blood (1991)
- Tricky Brains (1991)
- Kung Fu VS Acrobatic (1991)
- The Fortune Code (1990)
- Little Cop (1989)
- Funny Ghost (1989)
- Forever Young (1989)
- Vampire Buster (1989)
- Return of the Lucky Stars (1989)
- Perfect Match (1989)
- The Crazy Companies 2 (1988)
- The Crazy Companies (1988)
- The Romancing Star 2 (1988)
- The Romancing Star (1987)
- Magic Crystal (1986)
- I Love Lolanto (1984)
- Carry On Pickpocket (1983)
- Chor Lau-heung (1979)

,